# 馬可奧里略圓柱

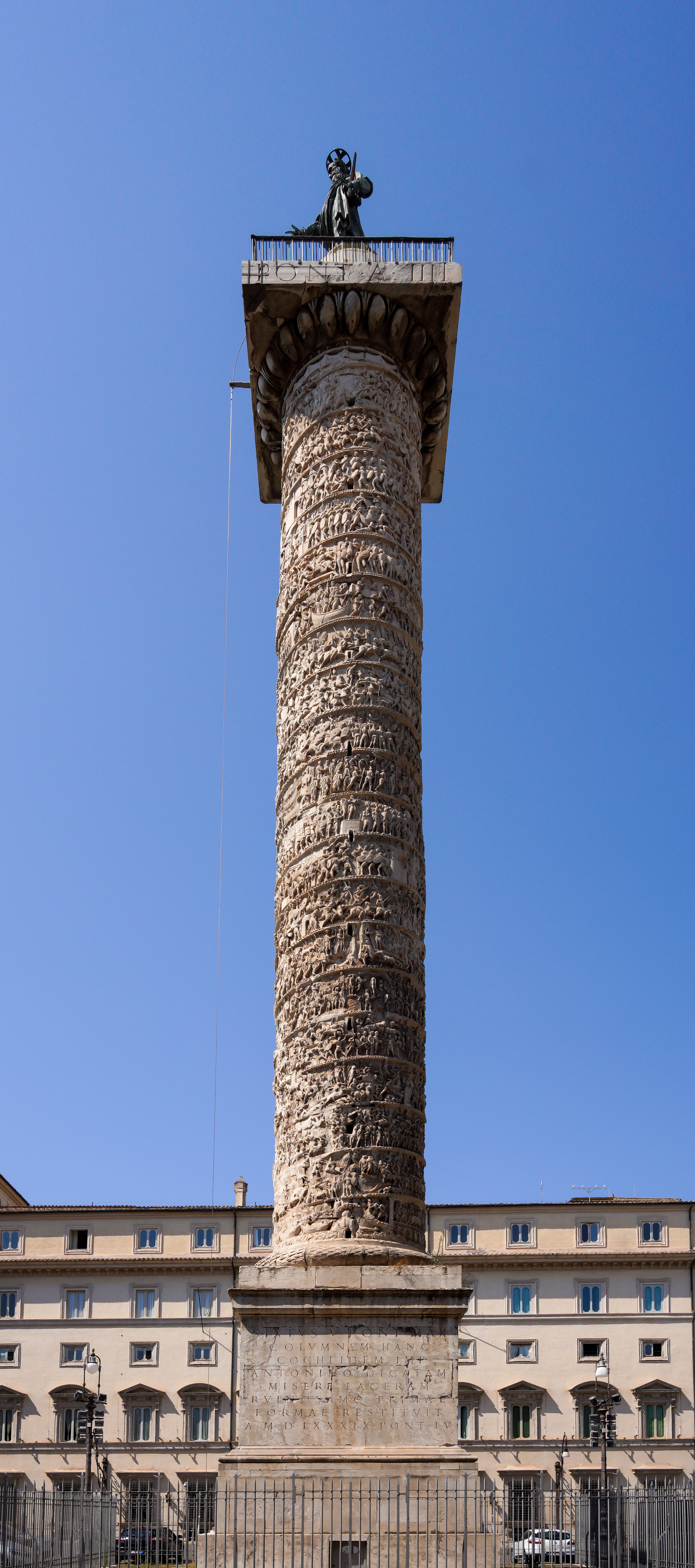
馬可奧里略圓柱

馬可奧里略圓柱（拉丁語：Columna Centenaria Divorum Marci et Faustinae）是位於羅馬市圓柱廣場的多立克柱式圓柱，柱身擁有螺旋狀的浮雕。馬可奧里略圓柱是為了紀念羅馬皇帝馬爾庫斯·奧列里烏斯而建造的，並以圖拉真柱為範本。目前頂端的雕像是聖保羅。

## 建造

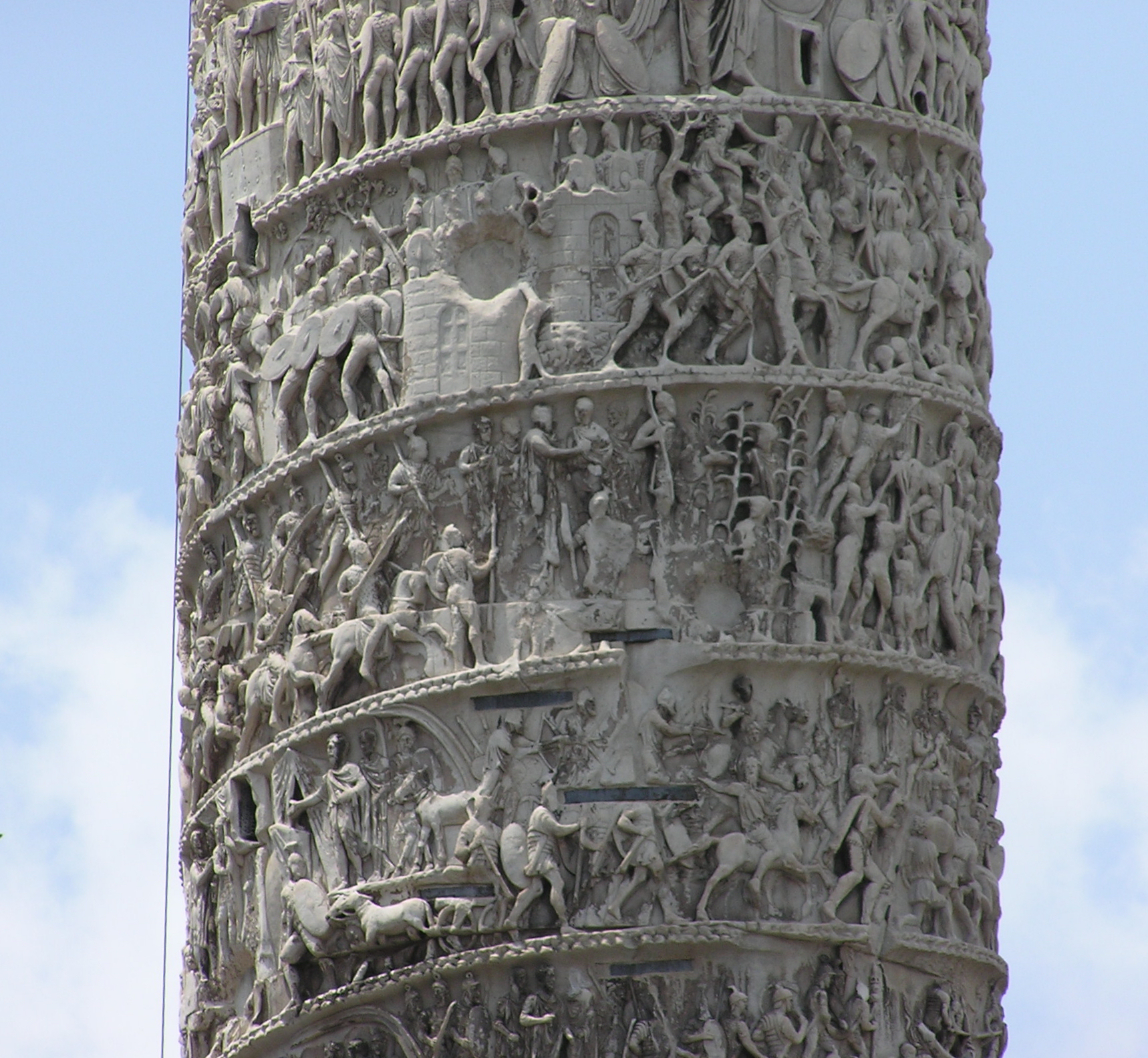
馬可奧里略圓柱的細部，四道垂直的裂縫可以讓光線透過，並照亮內部的階梯。

因為馬可奧里略圓柱上面原先的銘文已經遭到破壞了，所以我們無法得知它是在哪一個皇帝在位時建造的（有可能的凱旋式是發生在176年擊敗條頓人與薩爾馬提亞人或是馬爾庫斯·奧勒里烏斯皇帝在180年去世當時）。不過後來在附近發現的一段銘文證實馬可奧里略圓柱是在193年建造的。
根據古羅馬的地形來推測，馬可奧里略圓柱當時是位在戰神廣場的北側。戰神廣場當時位在哈德良神廟及馬可奧里略神廟（Temple of Marcus Aurelius，由馬爾庫斯·奧勒里烏斯的兒子康茂德所建造，並沒有任何遺蹟留存至今，可能位在Wedekind廣場）之間。馬爾庫斯·奧勒里烏斯皇帝的火葬地點也位在附近。
馬可奧里略圓柱的柱身為29.60公尺高（約100英呎），底座則高10公尺，雖然原先的底座高度只有3公尺，所以馬可奧里略圓柱總共有41.95公尺高。3公尺高的底座在1589年之後就消失在地平線以下。 
馬可奧里略圓柱擁有27或28片卡拉拉大理石，每片高3.7公尺。這些大理石是為了裝飾圓柱內部約190-200階通往頂端的樓梯而被運送至此。就跟圖拉真柱一樣，馬可奧里略圓柱內部的階梯藉著外部紋路的隙縫來照明。

### 紋路

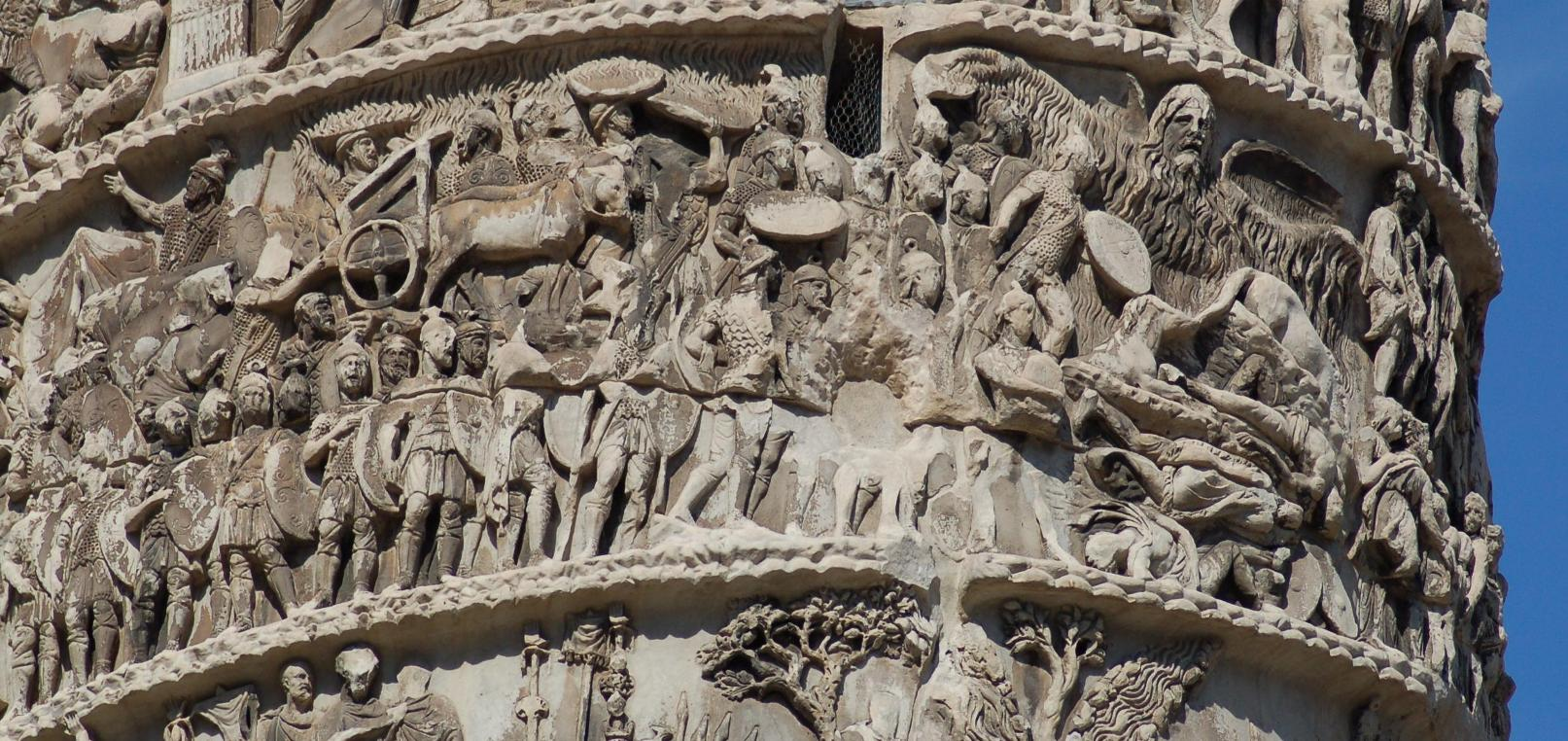
馬可奧里略圓柱的雕刻圖案

馬可奧里略圓柱外部的螺旋紋路是敘述馬爾庫斯·奧勒裏烏斯皇帝在166年對马科曼尼人發動的马科曼尼战争。故事開始於羅馬士兵渡過多瑙河，地點可能是在卡農圖（Carnuntum）。圓柱的上下半部描述兩場作戰勝利，其中精確的內容仍然存在爭議。雖然後來的理論認為下半部描述羅馬在172年級173年擊敗馬克曼尼人與夸迪人，而上半部則是描述羅馬在174年與175年擊敗薩爾馬提亞人的事蹟。
雖然馬可奧裏略圓柱跟圖拉真柱有許多相似之處，但是馬可奧裏略圓柱的風格是完全不同於圖拉真柱。馬可奧裏略圓柱採用較多戲劇性效果，在這3世紀時相當獨特，它與後來建造的塞維魯凱旋門更為相似。人物的頭部被以更大的比例來描繪，所以人們可以更加容易了解人物的神情。這些圖案的雕刻水準不如圖拉真柱，雖然雕刻的深度更深，所以人物的明暗變化更為明顯。
目前仍不清楚馬可奧里略圓柱上所描繪的圖繪文字所代表的意義，可能是強調羅馬帝國的優越及勢力，並加強統治的正當性。總體來說，馬可奧里略圓柱是一種朝向古典時代晚期發展的藝術風格，也是首次表現出三世紀危機的藝術作品。

## 晚期歷史

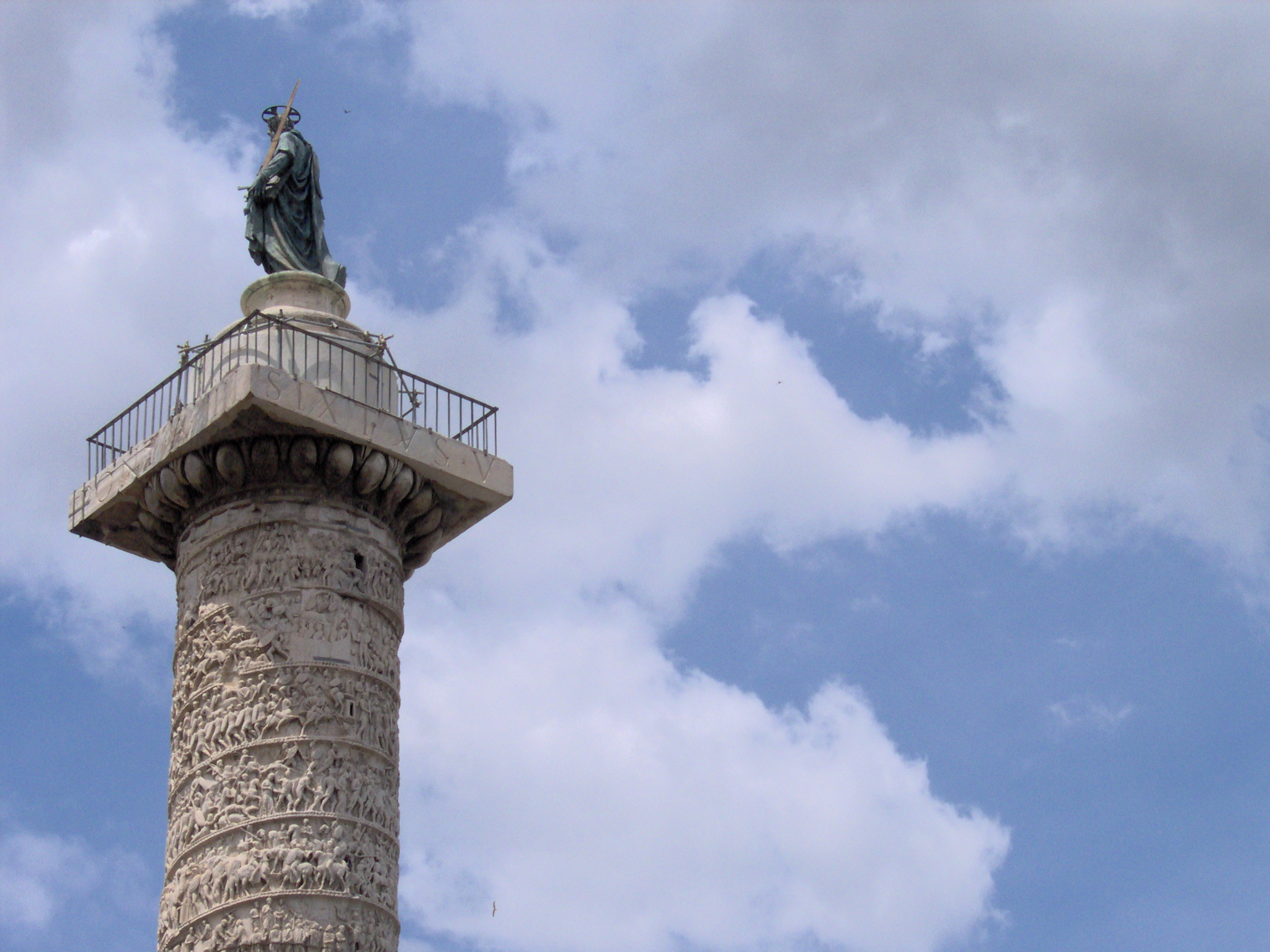
馬可奧里略圓柱的頂端

在中古時代，攀登馬可奧里略圓柱的活動相當盛行，所以每年都會對收取入口費用的權利進行拍賣。

### 重建
馬可奧里略圓柱原本3公尺高的底座在教宗思道五世的命令下，於1589年被建築師多梅尼科·丰塔纳重新設計，為了配合地面的高度，底座全部被隱藏在地底。使徒保羅的銅像也被放置在馬可奧里略圓柱的頂端，為了搭配1588年10月27日放置在圖拉圓柱頂端的使徒彼得銅像。馬可奧里略圓柱頂端原先放置的可能是馬爾庫斯·奧勒里烏斯的雕像，不過它在16世紀時早已遺失。這次整修也移除了原本位在底座的勝利女神維多利亞的圖案，並重整繪在柱身的野蠻人圖像（朝向弗拉米尼亞大道）。

## 外部連結
- A photo of the column presently and how it might have appeared in Roman times
- A history of the Aurelian column （页面存档备份，存于）

41°54′03″N 12°28′47.5″E / 41.90083°N 12.479861°E